# Matosaari (ö i Norra Savolax, Kuopio)
Matosaari är en ö i Finland. Den ligger i sjön Naarajärvi och i kommunen Kuopio i den ekonomiska regionen  Kuopio ekonomiska region  och landskapet Norra Savolax, i den centrala delen av landet, 300 km norr om huvudstaden Helsingfors. Öns area är 4,5 hektar och dess största längd är 340 meter i sydöst-nordvästlig riktning.